# Guldranke
Guldranke (Epipremnum aureum) er et medlem af Arum-familien, som stammer fra Sydkina, Sydøstasien, Indonesien, Ny Guinea og Australien.
I naturen vokser guldranke som lian op ad træstammer og grene, og bladene kan blive fem til seks gange større end dem, som guldranke-potteplanter får. Ved god pleje kan også ældre guldranker få væsentlig større blade, end de almindeligvis får.

## Placering og pasning
Hvis man kan påvirke luftfugtigheden, foretrækker guldranken høj luftfugtighed, men den klarer sig også i tørre rum. Guldranke er en af vores allermest tålsomme potteplanter, og den klarer sig med forbavsende lidt lys. Dog trives den bedst et sted med meget lys, omend ikke direkte sollys. Guldranke skal vandes sparsomt hele året. Om sommeren skal den gødes regelmæssigt, mens den om vinteren skal gødes sparsomt. Planten trives bedst i stuetemperatur hele året rundt.
Note
1. ↑  GRIN: Epipremnum aureum Arkiveret 2. april 2015 hos  Wayback Machine (engelsk)